# Chinazolina
La chinazolina è un composto organico eterociclico aromatico, strutturalmente formato da un anello benzenico e uno di pirimidina condensati.